# The Seven Deadly Sins: Grudge of Edinburgh
The Seven Deadly Sins: Grudge of Edinburgh (七つの大罪 怨嗟のエジンバラ?, Nanatsu no taizai: Ensa no Ejinbara) è un film d'azione fantasy animato giapponese in due parti basato sulla serie manga The Seven Deadly Sins - Nanatsu no taizai scritto e disegnato da Nakaba Suzuki. Comprende il terzo e il quarto film della serie, dopo The Seven Deadly Sins the Movie: Prisoners of the Sky (2018) e The Seven Deadly Sins: Cursed by Light (2021). Il film in due parti è diretto da Bob Shirahata, con Noriyuki Abe come regista principale, scritto da Rintarō Ikeda, co-prodotto da Alfred Imageworks e Marvy Jackm e distribuito da Netflix. Il primo film è stato trasmesso in streaming il 20 dicembre 2022, mentre il secondo l'8 agosto 2023.
Il film si svolge tra l'ultimo episodio de The Seven Deadly Sins - Nanatsu no taizai e la sua serie sequel Four Knights of the Apocalypse.

## Trama

### Parte 1
Dopo la loro incoronazione a re e regina di Liones, il demone Meliodas e la dea Elizabeth hanno un figlio di nome Tristan (come visto in The Seven Deadly Sins: Dragon's Judgment) che ha ereditato entrambe le rispettive abilità dei suoi genitori. Durante un incontro di combattimento con il suo amico Lancelot, il figlio mezzo fatato del compagno di Meliodas, Ban, Tristan di dieci anni viene brevemente sopraffatto dai suoi impulsi demoniaci e ferisce gravemente Lancelot, che scompare poco dopo. Vergognandosi e temendo di perdere di nuovo il controllo di se stesso, Tristan cerca applicazioni meno violente dei suoi poteri, il che mette a dura prova il suo rapporto con i suoi genitori.
Quattro anni dopo, Elizabeth viene colpita da una malattia mortale a causa di una maledizione lanciata su di lei da Priest, un servitore dell'ex Cavaliere Sacro Deathpierce, che cerca vendetta per le ingiustizie subite dai Clan dei Demoni e delle Dee quattordici anni prima. Cercando invano di guarire Elizabeth con i suoi poteri da dea, Tristan percepisce Priest e si precipita fuori da Liones per salvare Elizabeth. Il compagno di Meliodas, Gowther, piazza un localizzatore su Tristan e contatta Ban, Diane e King, i loro compagni dei Sette Peccati Capitali sciolti. Nel frattempo, Deathpierce inizia a catturare demoni, giganti e fate per combinarli in mostruose chimere con il suo mistico Bastone del Caos, con l'intenzione di conquistare Liones con loro.
Tristan incontra una fata che ha salvato tre bambini non umani dai Vuoti, l'esercito di automi magici di Deathpierce. Nonostante l'ostilità della fata nei confronti di Tristan, i due uniscono le forze e seguono i genitori catturati dai bambini fino al dominio di Edimburgo di Deathpierce, dove respingono l'esercito di Deathpierce e salvano i genitori. Quando Tristan viene quasi ucciso mentre lotta per controllare i suoi istinti demoniaci, la fata lo salva e assume una forma simile a quella umana, rivelandosi essere Lancelot.

### Parte 2
Tristan affronta Lancelot per la sua scomparsa, ma Lancelot rimane amareggiato per il loro incidente d'infanzia. Di fronte a un'altra ondata di Vuoti, i due li aggirano su un ponte di ghiaccio evocato da un cavaliere con una visiera a forma di stella, che li conduce nel castello di Deathpierce. Mentre Tristan e Lancelot combattono Deathpierce e Priest, Diane lancia Meliodas, Ban e Gowther direttamente a Edimburgo, dove eliminano l'esercito di Deathpierce. Dopo che Tristan sconfigge Priest, Elizabeth si riprende completamente e arriva con Diane e King poco dopo.
Tristan e Lancelot seguono Deathpierce mentre si ritira in un'altra dimensione. Angosciato per la sua vendetta incompiuta, Deathpierce viene trasformato dal suo Bastone del Caos in un potente abominio. Lancelot incoraggia Tristan a smettere di trattenersi, spiegando che la sua amarezza deriva dal rifiuto di Tristan di continuare il loro incontro di combattimento. Ora confidando nella capacità di Lancelot di fermarlo, Tristan scatena volontariamente i suoi istinti demoniaci e sconfigge Deathpierce, che ritorna in forma umana. Lancelot quindi sottomette l'insensato Tristan e distrugge il Bastone del Caos, sapendo che Deathpierce lo ha ricevuto da Arthur Pendragon a sostegno delle sue ambizioni.
La distruzione del bastone riporta Tristan, Lancelot e Deathpierce a Edimburgo, dove Tristan si riunisce e si riconcilia con i suoi genitori. Ban vede Lancelot lasciare il castello da solo e riconosce il ponte di ghiaccio come opera di Jericho, il custode scomparso di Lancelot. Gli altri tornano a Liones mentre Lancelot si allontana con Jericho che lo segue in lontananza.

## Produzione
Nel novembre 2021, è stato annunciato che la serie manga The Seven Deadly Sins - Nanatsu no taizai avrebbe ricevuto un film anime in due parti per Netflix nel 2022, con Bob Shirahata che dirige il film sia presso Alfred Imageworks che presso Marvy Jack, con Rinatō Ikeda che torna a fornire la sceneggiatura dopo aver scritto il film The Seven Deadly Sins: Cursed by Light. Il film in due parti fa uso dell'animazione generata al computer invece dell'animazione disegnata a mano. Nel marzo 2022, è stato annunciato che i membri chiave del cast avrebbero ripreso i loro ruoli, insieme ad Ayumu Murase e Mikako Komatsu che sarebbero stati scelti rispettivamente per i panni dell'adolescente e del giovane Tristan. La sigla del primo film si intitola "LEMONADE" di Hiroyuki Sawano e XAI.

## Distribuzione
Il film in due parti è stato pubblicato sul sito di streaming Netflix, con la prima parte il 20 dicembre 2022 e la seconda parte l'8 agosto 2023.

## Accoglienza

### Critica
Rebecca Silverman di Anime News Network ha dato al primo film una valutazione B e ha dichiarato: "È bello riconnettersi con i personaggi e vedere cosa stanno facendo i loro figli e, nel complesso, questo sembra l'inizio di un'avventura piuttosto bella". Anche Kenneth Seward Jr. di IGN pensava che il primo film fosse divertente, ma sembrava incompleto.